# Дробилица
Дробилица је машина која се користи за дробљење, која механичким путем ситни камени материјал за израду бетона и путева.
Дробљење је процес уситњавања минералних сировина са максималне почетне крупноће (1,000-1,500 mm) до минималних 4-5 mm.

## Врсте дробилица
Подела дробилица се може извршити на различите начине, и то: према крупноћи улазне и излазне минералне сировине, према месту у процесу робљења, особинама минералних сировина, према конструктивним елементима дробилице итд. За више детаља дата је табела 1.1 (tek treba da se postavi).
Најважнији типови дробилица су: чељусне дробилице, конусне дробилице, ударне дробилице и дробилице са ваљцима.

### Дробилица са чељустима
Дробилица са чељустима дроби камен између две плоче, од којих је једна непокретна. Такве стабилне дробилице могу имати капацитет и преко 200 m3/h, a покретне 6-20 m3/h. Покреће их електромотор или имају сопствени мотор с унутрашњим сагоревањем.

### Ротациона дробилица
Ротациона дробилица ситни камен конусом који се налази у доњем лежишту и ексцентрично је углављен, па се окретањем приближава и удаљава од омотача дробилице.